# Juliette Binoche
Juliette Binoche (París, 9 de marzo de 1964), apodada en ocasiones como La Binoche, es una destacada actriz, artista y bailarina francesa. Ha aparecido en más de cuarenta películas, muchas de ellas aclamadas internacionalmente, ha realizado publicaciones como escritora y ha actuado en diversos escenarios alrededor del mundo.

## Trayectoria

### Inicios
Binoche proviene de una familia de artistas. Es hija de Jean-Marie Binoche, mimo, director y escultor, y Monique Stalens (n. 1939 en Częstochowa, Polonia), actriz polaco-francesa, hermana de la directora Marion Stalens. 
Cursó sus estudios de interpretación en la Escuela de Arte Dramático de París durante su adolescencia y, tras su graduación, se inició en el teatro. Antes de los 21 años había sufrido tres agresiones sexuales, que años más tarde reconoció que le fortalecieron su carácter.

### Carrera cinematográfica
Su debut en el cine fue con la película de Pascal Kané, Liberty Belle (1983). Una intervención en la cinta de André Téchiné, Rendez-vous (1985), la lanzó a la fama, convirtiéndola en una de las actrices más aclamadas en su Francia natal. Inmediatamente después obtuvo pequeños papeles en películas de Godard y Doillon.
Tras este film rodó Malasangre (Mauvais sang, 1986), de Léos Carax, con una excelente actuación y del mismo director, hizo luego Los amantes del Pont-Neuf (Les amants du Pont-Neuf), 1991), junto con Klaus-Michael Grüber, director de teatro alemán. 
Debutó en el cine anglosajón en 1988 con la película The Unbearable Lightness of Being (1988), de Philip Kaufman, basado en la novela homónima, que marcaría el inicio de su carrera a nivel internacional.
Cuatro años después interpretó Herida  (Damage, 1992), junto a Jeremy Irons, de Louis Malle; y coprotagonizó con Ralph Fiennes Cumbres borrascosas (Wunthering Heights, 1992). 
En 1993, el director Steven Spielberg le ofreció un papel protagonista en la cinta Jurassic Park, pero Binoche lo rechazó, inclinándose por Trois couleurs: Bleu (1993), la primera película de una saga del director polaco Krzysztof Kieslowski, que le originaría reconocimientos internacionales, como una Copa Volpi y un Premio César. Posteriormente apareció en pequeños papeles de Rouge (Trois couleurs: Rouge, 1994) y de Blanc (Trois couleurs: Blanc, 1994). 
En 1995 rodó Le hussard sur le toit, dirigida por Jean-Paul Rappeneau, y fue galardonada con un Óscar de Hollywood y un BAFTA británico por su interpretación en El paciente inglés (The English Patient, 1996), dirigida por Anthony Minghella, y de nuevo junto a Ralph Fiennes.
Le siguieron trabajos con la directora belga Chantal Akerman, en Un diván en Nueva York (Un divan a New York, 1996), junto a William Hurt; con el director francés André Téchiné en la película Alice et Martin (1998); Los amantes del siglo (Les Enfants du siècle), dirigida por Diane Kurys (1999), donde interpreta a la polémica escritora del siglo XIX George Sand. Hizo la cinta Chocolat (2000) dirigida por Lasse Hallström; y volvió a ser nominada para los Óscar por su papel protagonista.
Entre su filmografía en la primera década del siglo XXI se encuentran títulos como Código desconocido (2000), Caché (2005), Breaking and Entering (2006) y El vuelo del globo rojo (2008). 
En 2010, obtuvo el premio a la mejor actriz en el festival de cine de Cannes por la película del cineasta iraní Abbas Kiarostami Copia certificada (Copie conforme), lo que la convirtió en la primera actriz europea en lograr «la triple corona como mejor actriz», ya que sumó ese premio a los que poseía con anterioridad en los festivales de cine de Berlín y Venecia. En 2013 rodó Camille Claudel 1915, dirigida por Bruno Dumont. Y en 2015, realizó una excelente interpretación en el papel protagonista en Nadie quiere la noche de la directora española Isabel Coixet, por la que recibió una nominación a Mejor actriz protagonista en la edición de los Premios Goya de 2016.
Fue galardonada en 2022 con el Premio Donostia en el 70.º Aniversario del Festival de Cine de San Sebastián por su trayectoria profesional.
En 2024, los miembros del consejo eligieron por unanimidad a Juliette Binoche para el puesto de presidenta de la Academia de Cine Europeo en sustitución de la directora polaca Agnieszka Holland. 

### Teatro
Con los años, Binoche ha ido expandiendo su carrera más allá del cine. En 1998 se adentró con fuerza en las tablas de los teatros con Naked, obra de Luigi Pirandello. En 2000 llegó a Broadway con la producción teatral en Broadway, Betrayal (Traición), de dramaturgo británico Harold Pinter, lo que le valió una nominación para los Premios Tony.
En 2008 comenzó, en colaboración con Akram Khan, un ambicioso proyecto de danza moderna llamado in-i.

### Vida personal

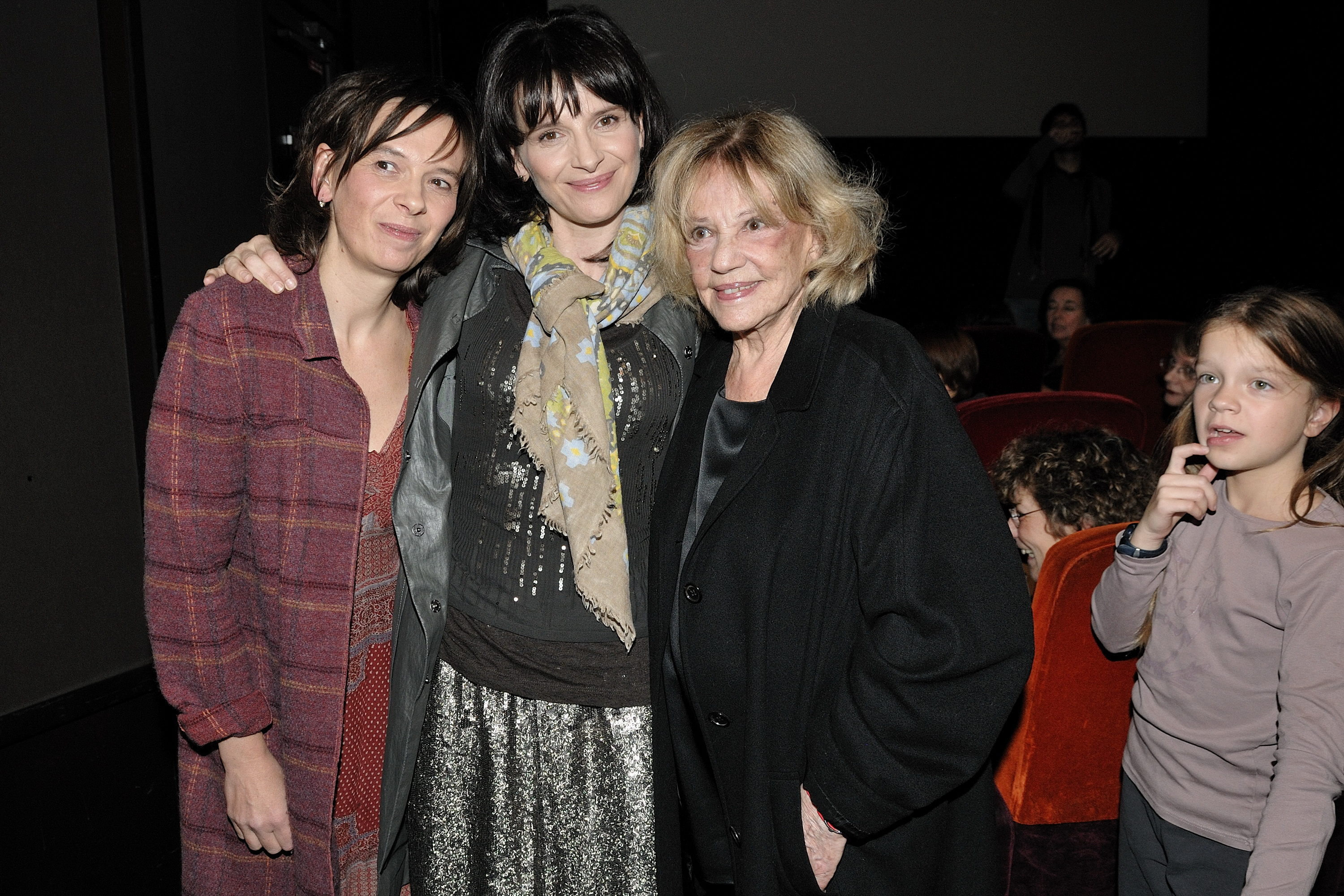
Juliette Binoche con su hermana Marion Stalens y Jeanne Moreau en Biarritz, Francia 2009

Juliette nunca se ha casado. Tiene dos hijos: un hijo con Andre Halle y una hija con el actor francés Benoît Magimel. 
Entre 2005 y 2009 tuvo una relación sentimental con el escritor, productor, director y actor argentino Santiago Amigorena y vivió un tiempo con el actor Olivier Martinez.

## Filmografía

### Cine
- Liberty belle (1982)
- Les Nanas (1984)
- Mon beau-frère a tué ma soeur (1985)
- Le Meilleur de la vie (1985)
- Rendez-vous (1985)
- Adieu blaireau (1985)
- Vida de Familia (1985)
- Yo te saludo, María (1985)
- Un tour de manège (1986)
- Mala sangre (1986)
- La insoportable levedad del ser (1988)
- Un tour de manège (1989)
- Historias de seducción (1991)
- Los amantes del Pont Neuf (1991)
- Damage (1992)
- Cumbres borrascosas (1992)
- Tres colores: Azul (1993)
- Le hussard sur le toit (1995)
- Romance en Nueva York (1996)
- El paciente inglés (1996)
- Alice y Martin (1998)
- Les enfants du siècle (1999)
- Chocolat (2000)
- Código desconocido (2000)
- La viuda de Saint-Pierre (2000)
- Décalage horaire (2003)
- In My Country (2004)
- Caché (2005)
- Breaking and Entering (2006)
- Paris, je t'aime (2006)
- Palabras mágicas (2006)
- Algunos días en septiembre (2006)
- Désengagement (2007)
- El vuelo del globo rojo (2007)
- Dan in Real Life (2007)
- Shirin (2008)
- Las horas del verano (2008)
- París (2008)
- Copia certificada (2009)
- Elles (2011)
- Son of No One (2011)
- À cœur ouvert (2012)
- Cosmopolis (2012)
- Mil veces buenas noches (2013)
- Camille Claudel 1915 (2013)
- Words and Pictures (2013)
- Godzilla (2014)
- Clouds of Sils Maria (2014)
- Los 33 (2014)
- La espera (2015)
- Nadie quiere la noche (2015)
- Ghost in the Shell (2017)
- Un bello sol interior (2017)
- Clara y Claire (2019)
- High Life (2019)[10]
- En un muelle de Normandía (2021)
- Le lycéen (2022)
- La passion de Dodin Bouffant (2023)

### Televisión
| Año  | Trabajo                     | Papel              | Notas                          |
| ---- | --------------------------- | ------------------ | ------------------------------ |
| 1983 | Dorothée, danseuse de corde | Minor role         | Telefilme                      |
| 1985 | Fort bloqué                 | Nicole             | Telefilme                      |
| 1991 | Women & Men 2               | Mara               | Telefilme                      |
| 2011 | Mademoiselle Julie          | Mademoiselle Julie | Telefilme                      |
| 2017 | Call My Agent!              | Ella misma         | Invitada, Episodio: "Juliette" |
| 2022 | The Staircase               | Sophie Brunet      | Miniserie                      |
| 2024 | The New Look                | Coco Chanel        | Miniserie                      |

## Teatro
- 1977: Le Malade imaginaire de Molière
- 1977: Le Jeu de la feuillée de Adam de la Halle
- 1979: L'Ours de Anton Chejov
- 1980: Le roi se meurt de Eugène Ionesco
- 1981: Henri IV de Luigi Pirandello
- 1982: L'Argent de dieu de Michel Dodane
- 1988: La Mouette de Anton Chejov
- 1997: Naked de Luigi Pirandello
- 2001: Betrayal de Harold Pinter
- 2011: Mademoiselle Julie de August Strindberg

## Premios y distinciones
Premios Óscar
| Año  | Categoría               | Película           | Resultado |
| ---- | ----------------------- | ------------------ | --------- |
| 1997 | Mejor actriz de reparto | El paciente inglés | Ganadora  |
| 2001 | Mejor actriz            | Chocolat           | Nominada  |

Premios Globos de Oro
| Año  | Categoría                        | Película             | Resultado |
| ---- | -------------------------------- | -------------------- | --------- |
| 2001 | Mejor actriz - Comedia o musical | Chocolat             | Nominada  |
| 1997 | Mejor actriz de reparto          | El paciente inglés   | Nominada  |
| 1994 | Mejor actriz - Drama             | Trois Couleurs: Bleu | Nominada  |

Premios BAFTA
| Año  | Categoría               | Película           | Resultado |
| ---- | ----------------------- | ------------------ | --------- |
| 2000 | Mejor Actriz            | Chocolat           | Nominada  |
| 1996 | Mejor Actriz de Reparto | El paciente inglés | Ganadora  |

Premios Goya
| Año  | Categoría                 | Película                  | Resultado |
| ---- | ------------------------- | ------------------------- | --------- |
| 2023 | Premio Goya Internacional | Premio Goya Internacional | Ganadora  |
| 2016 | Mejor actriz              | Nadie quiere la noche     | Nominada  |

Premios César
| Año  | Categoría               | Película                  | Resultado |
| ---- | ----------------------- | ------------------------- | --------- |
| 2003 | César a la mejor actriz | Jet Lag                   | Nominada  |
| 2000 | César a la mejor actriz | La viuda de Saint-Pierre  | Nominada  |
| 1993 | César a la mejor actriz | Tres colores: Azul        | Ganadora  |
| 1992 | César a la mejor actriz | Herida                    | Nominada  |
| 1991 | César a la mejor actriz | Los amantes del Pont Neuf | Nominada  |
| 1986 | César a la mejor actriz | Mala Sangre               | Nominada  |
| 1985 | César a la mejor actriz | Rendez-vous               | Nominada  |

Premios Tony
| Año  | Categoría                 | Obra     | Resultado |
| ---- | ------------------------- | -------- | --------- |
| 2001 | Mejor actriz protagonista | Betrayal | Nominada  |

### Premios de festivales
Festival Internacional de Cine de Cannes
| Año  | Categoría                          | Película          | Resultado |
| ---- | ---------------------------------- | ----------------- | --------- |
| 2010 | Premio por Interpretación Femenina | Copia certificada | Ganadora  |

Festival Internacional de Cine de Berlín
| Año  | Categoría                                       | Película           | Resultado |
| ---- | ----------------------------------------------- | ------------------ | --------- |
| 1997 | Oso de Plata a la mejor Interpretación Femenina | El paciente inglés | Ganadora  |

Festival Internacional de Cine de Venecia
| Año  | Categoría                    | Película           | Resultado |
| ---- | ---------------------------- | ------------------ | --------- |
| 1993 | Copa Volpi a la mejor actriz | Tres colores: Azul | Ganadora  |

Premios del Cine Europeo
| Año  | Categoría            | Película                  | Resultado |
| ---- | -------------------- | ------------------------- | --------- |
| 2005 | Mejor actriz auropea | Caché                     | Nominada  |
| 1997 | Mejor actriz auropea | El paciente inglés        | Ganadora  |
| 2005 | Mejor actriz auropea | Los amantes del Pont Neuf | Nominada  |

National Board of Review
| Año  | Categoría               | Película           | Resultado |
| ---- | ----------------------- | ------------------ | --------- |
| 1996 | Mejor actriz secundaria | El paciente inglés | Ganadora  |